# Ін-Салах (місто)

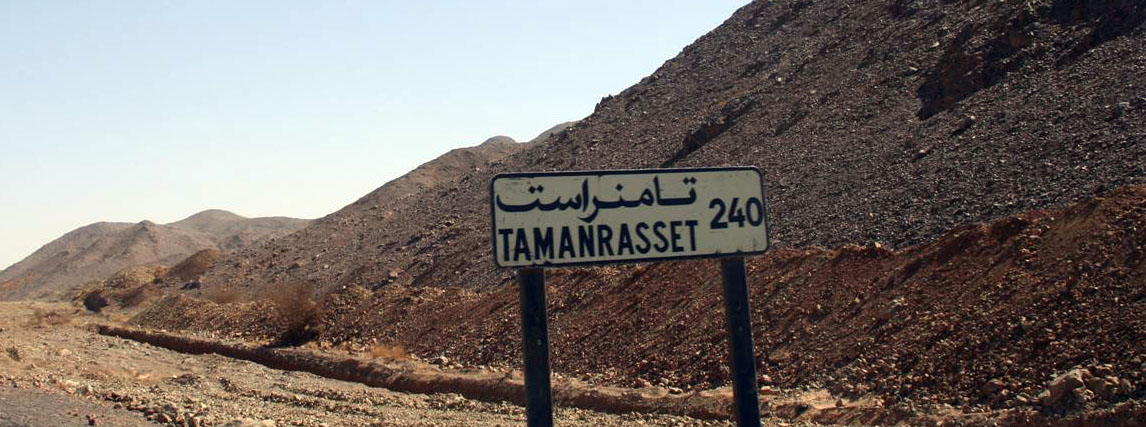
Транссахарське шосе поблизу міста

Айн-Сала́х чи Ін-Салах (араб. عين صالح) — місто в Алжирі. Населення міста становить приблизно 32 тис. осіб (2008).

## Географія
Лежить в оазі Айн-Салах в центральній частині Сахари.

### Клімат
Місто знаходиться у зоні, котра характеризується кліматом тропічних пустель. Найтепліший місяць — липень із середньою температурою 36.7 °C (98 °F). Найхолодніший місяць — січень, із середньою температурою 13.3 °С (56 °F).
| Клімат Ін-Салаха                          | Клімат Ін-Салаха | Клімат Ін-Салаха | Клімат Ін-Салаха | Клімат Ін-Салаха | Клімат Ін-Салаха | Клімат Ін-Салаха | Клімат Ін-Салаха | Клімат Ін-Салаха | Клімат Ін-Салаха | Клімат Ін-Салаха | Клімат Ін-Салаха | Клімат Ін-Салаха | Клімат Ін-Салаха |
| Показник                                  | Січ.             | Лют.             | Бер.             | Квіт.            | Трав.            | Черв.            | Лип.             | Серп.            | Вер.             | Жовт.            | Лист.            | Груд.            | Рік              |
| Абсолютний максимум, °C                   | 31               | 35               | 38               | 41               | 59               | 50               | 50               | 50               | 48               | 43               | 36               | 31               | 59               |
| Середній максимум, °C                     | 20               | 23               | 28               | 33               | 37               | 43               | 45               | 43               | 40               | 34               | 26               | 21               | 33               |
| Середня температура, °C                   | 13               | 15               | 19               | 24               | 28               | 34               | 36               | 35               | 32               | 26               | 18               | 14               | 25               |
| Середній мінімум, °C                      | 6                | 8                | 11               | 16               | 20               | 26               | 28               | 27               | 25               | 18               | 11               | 7                | 17               |
| Абсолютний мінімум, °C                    | −3               | −2               | 0                | 8                | 12               | 16               | 22               | 22               | 17               | 8                | 3                | 0                | −3               |
| Норма опадів, мм                          | 3.8              | 3.5              | 1.5              | 1.9              | 0.6              | 0.1              | 0                | 0.6              | 0.3              | 1.3              | 0.6              | 2.9              | 17.1             |
| Днів з опадами                            | 0,9              | 0,4              | 0,5              | 0,9              | 0,4              | 0,1              | 0                | 0,5              | 0,5              | 0,5              | 0,5              | 1,8              | 7                |
| Днів з дощем                              | 0                | 0                | 0                | 0                | 0                | 0                | 0                | 0                | 0                | 0                | 0                | 0                | 3                |
| Вологість повітря, %                      | 42.7             | 38.5             | 36               | 34.4             | 34.6             | 34.6             | 35.3             | 39.9             | 40.8             | 38.8             | 41.3             | 44               | 38.4             |
| ----------------------------------------- | ---------------- | ---------------- | ---------------- | ---------------- | ---------------- | ---------------- | ---------------- | ---------------- | ---------------- | ---------------- | ---------------- | ---------------- | ---------------- |
| Джерело: Weatherbase, Weatherbase (опади) |                  |                  |                  |                  |                  |                  |                  |                  |                  |                  |                  |                  |                  |

## Транспорт
Місто лежить на транссахарській автодорозі Лагуат-Таманрассет.

## Економіка
Торгово-ремісничий центр групи оаз Тідікельт. Розводять фінікову пальму. Тут розташована ТЕС Айн-Салах